# Arthrorhabdus mjobergi
Arthrorhabdus mjobergi är en mångfotingart som beskrevs av Kraepelin 1916. Arthrorhabdus mjobergi ingår i släktet Arthrorhabdus och familjen Scolopendridae. Inga underarter finns listade i Catalogue of Life.